# Paleolithicum in Europa

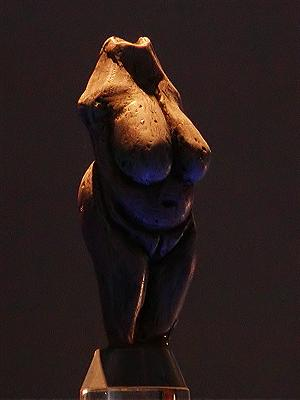
Venus van Moravany, daterend uit 22.800 v.Chr., ontdekt in Slowakije aan het begin van de 20e eeuw.

Het paleolithicum in Europa omvat het paleolithicum of oude stenen tijdperk in Europa vanaf de komst van de eerste vroege mensen, ongeveer 1,4 miljoen jaar geleden, tot het begin van het mesolithicum, ongeveer 10.000 jaar geleden. 
Deze periode beslaat dus ruim 99% van de totale menselijke aanwezigheid op het Europese continent. De vroege aankomst en verdwijning van Homo erectus en Homo heidelbergensis, het verschijnen, evolutie en uiteindelijke ondergang van Homo neanderthalensis en de immigratie en succesvolle vestiging van Homo sapiens hebben allemaal plaatsgevonden tijdens het Europese paleolithicum.  

## Onderverdeling
Men kan de periode zelf onderverdelen in:
- het vroegpaleolithicum, vanaf de vroegste menselijke aanwezigheid (Homo antecessor en Homo heidelbergensis) tot het Holsteinien-interglaciaal, ca. 1,4 tot 0,3 miljoen jaar geleden;
- het middenpaleolithicum, gekenmerkt door de aanwezigheid van neanderthalers, 300.000 tot 40.000 jaar geleden;
- het laatpaleolithicum, ca. 46.000 tot 12.000 jaar geleden, gekenmerkt door de komst van anatomisch moderne mensen en zich uitstrekkend over het Laatste Glaciale Maximum.

## Vroegpaleolithicum

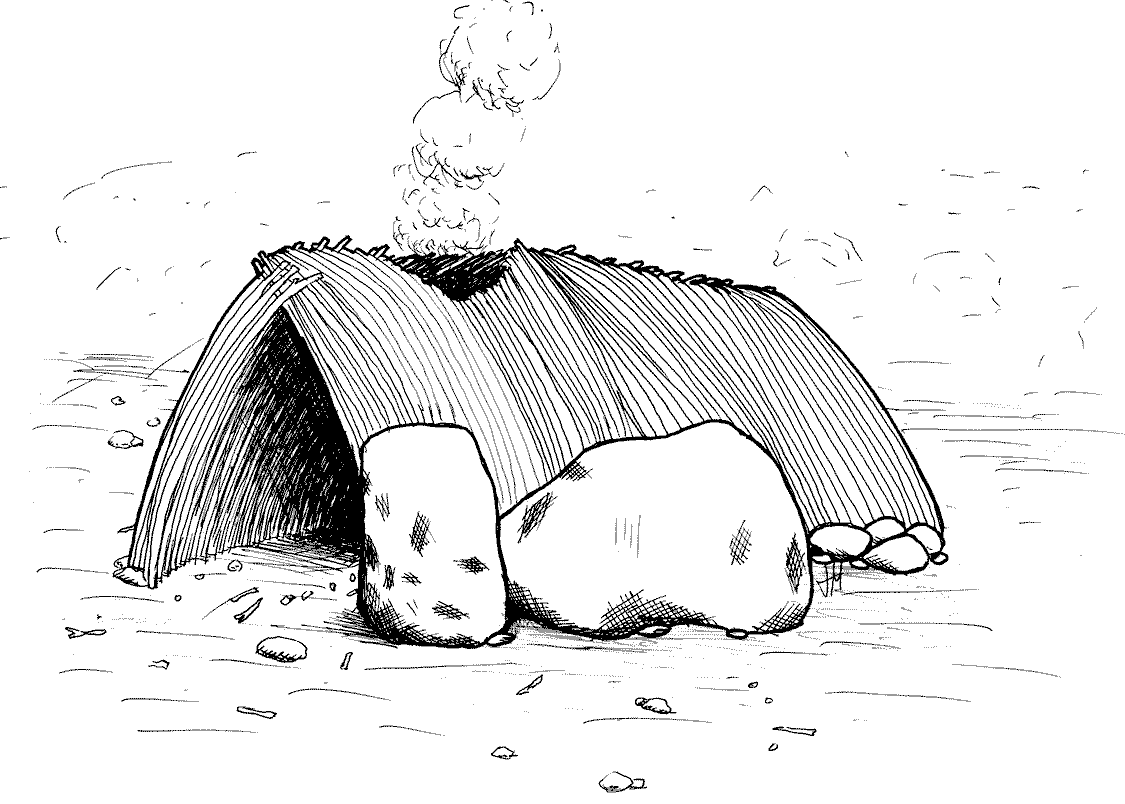
Een artistieke weergave van een tijdelijk houten huis, gebaseerd op bewijsmateriaal gevonden in Terra Amata (in Nice, Frankrijk) en gedateerd in het vroegpaleolithicum (ca. 400.000 BP)

De oudste menselijke fossielen in Oost-Europa komt uit de Kozarnika-grot in Bulgarije, waar een enkele menselijke tand en vuurstenen artefacten zijn gedateerd op minstens 1,4 miljoen jaar geleden. In West-Europa zijn bij Atapuerca in Spanje menselijke resten gevonden die dateren van 1,2 miljoen jaar geleden. Vijf Homo erectus-schedels werden ontdekt op een site in Dmanisi, Georgië. De Dmanisi-schedel 5, opgegraven in 2005 en beschreven in een publicatie uit 2013, werd geschat op ongeveer 1,8 miljoen jaar oud. Opmerkelijke menselijke fossielen uit deze periode werden gevonden in Mauer in Duitsland (500.000), in Eartham Pit, Boxgrove, Engeland (478.000), in Swanscombe in Engeland (400.000).), en Tautavel in Frankrijk (400.000). 
Het vroegste bewijs voor het gebruik van de meer geavanceerde Mode 2-type-assemblages van Acheuléen-werktuigen zijn 900.000 jaar oude vuurstenen vuistbijlen gevonden op het Iberisch Schiereiland en op een 700.000 jaar oude vindplaats in Midden-Frankrijk. 
De oudste complete jachtwapens ooit ter wereld gevonden werden in 1995 ontdekt in een kolenmijn nabij de stad Schöningen, Duitsland. Hier werden de Schöningen-speren, acht 380.000 jaar oude houten speren, opgegraven. 

## Middenpaleolithicum

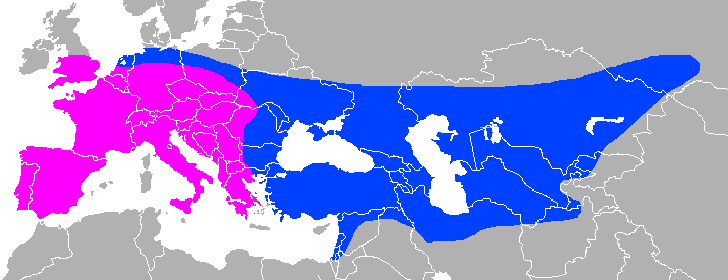
geschatte verspreiding
pre-neanderthalers (H. heidelbergensis) en vroege neanderthalers
klassieke en late neanderthalers

Elementen van Europese en Afrikaanse Homo erectus-populaties evolueerden tussen 800.000 en 400.000 jaar geleden via een reeks tussentijdse soortvormingen in de richting van Homo antecessor en Homo heidelbergensis.   
Fossielen van Homo neanderthalensis komen alleen voor in Eurazië. Het gebied van de neanderthalers strekt zich uit van West-Europa tot het Altaj-gebergte in Centraal-Azië, en het Oeralgebergte in het noorden tot de Levant in het zuiden. In tegenstelling tot hun voorgangers waren ze biologisch en cultureel aangepast om te overleven in koude omgevingen en breidden ze met succes hun verspreidingsgebied uit naar de gletsjeromgevingen van Midden-Europa en de Russische vlakten. Het grote aantal en de in sommige gevallen uitzonderlijke staat van bewaring van neanderthaler-fossielen en culturele assemblages stelde onderzoekers in staat om gedetailleerde en nauwkeurige gegevens over gedrag en cultuur te verstrekken. De neanderthalers worden geassocieerd met het Moustérien, Mode-3 stenen werktuigen die ongeveer 160.000 jaar geleden voor het eerst verschenen.  
Deskundigen zijn het niet eens over de vraag of de zogenoemde "Divje Babe-fluit" uit de Divje Babe-grot een echte fluit was. Daarmee zou er feitelijk bewijs zijn dat de neanderthalers muziekinstrumenten maakten en gebruikten.

## Laatpaleolithicum

### Initieel laatpaleolithicum
De vroegste moderne mens in Europa die rechtstreeks kon worden gedateerd, bevond zich van 46.000 tot 44.000 jaar geleden in de Batsjo Kirogrot in het huidige Bulgarije. De vondsten werden geassocieerd met het initiële laatpaleolithicum, (Initial Upper Palaeolithic, IUP) de vroegste cultuur van de moderne mens in Europa. Deze mensen lijken niet de voorouders van latere Europeanen te zijn geweest, aangezien de zeer weinige oude DNA-monsters die uit deze periode zijn teruggevonden, geen verwandtschap tonen met latere monsters. 

### Aurignacien
het Initieel laatpaleolithicum werd gevolgd door het Aurignacien. De oorsprong van deze cultuur lag in Oost-Europa, in wat nu Bulgarije (proto-Aurignacien) en Hongarije (eerste volledige Aurignacien) is, en ging mogelijk terug op het Ahmarian van de Levant. Tegen 35.000 v.Chr. had het Aurignacien zich over het grootste deel van Europa verspreid. Studies van oud DNA vonden verbanden tussen 35.000 jaar oude Aurignacien-overblijfselen in de Grotten van Goyet in België en latere mesolithische jager-verzamelaars in West-Europa. Dezelfde oud DNA-signatuur werd uit de tussenliggende periode op het Iberisch schiereiland gevonden, wat erop wijst dat het gebied op het hoogtepunt van het Laatste Glaciale Maximum een toevluchtsoord was. 

### Gravettien

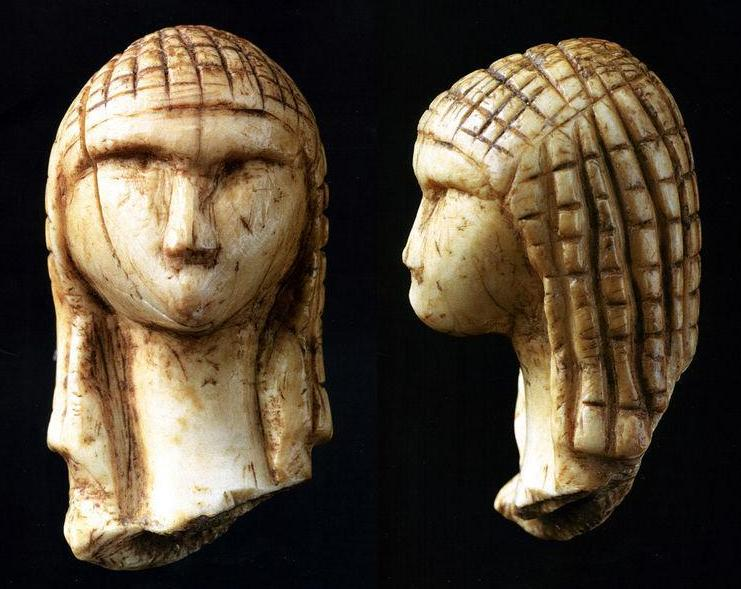
Venus van Brassempouy, Gravettien

Rond 32.000 v.Chr. verscheen het Gravettien in het Krimgebergte. Rond 22.000 v.Chr. bereikten het Gravettien en Solutréen de zuidwestelijke gebieden van Europa. Er wordt vermoed dat het Gravettien het gevolg was van nieuwe migraties van mensen uit West-Azië. De culturen kunnen in verband worden gebracht met de eerder genoemde overgangsculturen, omdat hun technieken enkele overeenkomsten vertonen en beide sterk verschillen van die van het Aurignacien, maar dit is nog erg onduidelijk. Het Gravettien is bekend door zijn beeldhouwkunst, met name de zogenaamde Venusbeeldjes.

### Solutréen
Het Solutréen, dat zich uitstrekte van Noord-Spanje tot Zuidoost-Frankrijk, omvatte niet alleen een geavanceerde steentechnologie, maar ook de eerste belangrijke ontwikkeling van de grotschildering, het gebruik van de naald en mogelijk van pijl en boog.

### Laatste Glaciale Maximum

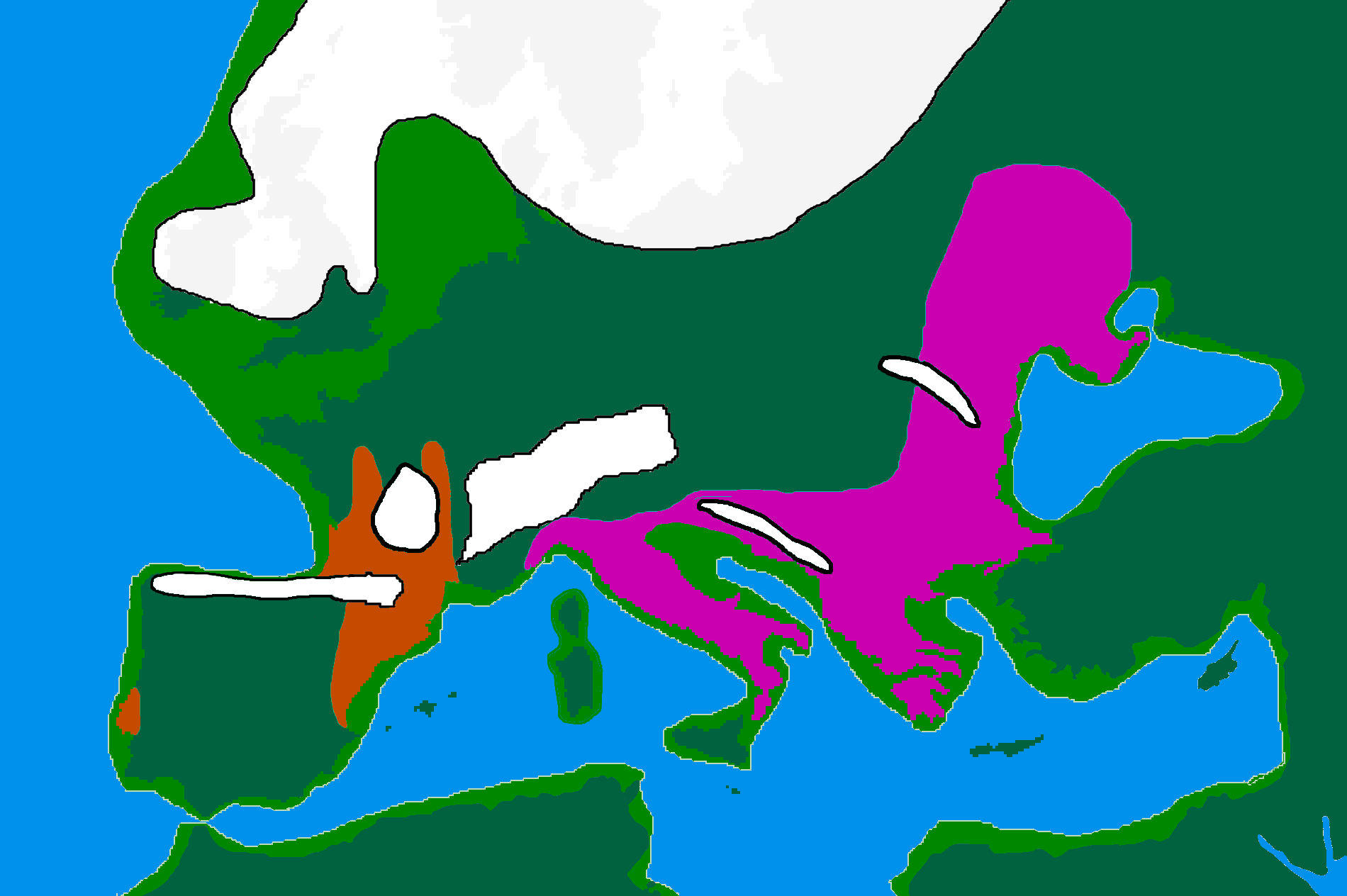
Europa tijdens het Laatste Glaciale Maximum (20.000 BP)
Epigravettien
Solutréen

Het Laatste Glaciale Maximum betekende het einde van het Gravettien, welke in het zuidoosten werd opgevolgd door het Epigravettien. In het westen bleef het Solutréen nog enige tijd voortbestaan, tot het opgevolgd werd door het Magdalénien.

### Epigravettien
In Oost-Europa en het Italiaanse schiereiland ontwikkelden zich lokale Epigravettien-culturen.

### Magdalénien
Rond 17.000 v.Chr. was Europa getuige van de opkomst van een nieuwe cultuur, het Magdalénien, mogelijk geworteld in het oude Aurignacien. Deze cultuur verving al snel het Solutréen en Gravettien in Midden-Europa. 
Met het Magdalenien bereikte de paleolithische ontwikkeling in Europa haar hoogtepunt. Dit werd weerspiegeld in de geavanceerde kunst, dankzij de eerdere tradities van schilderkunst in het Westen en beeldhouwkunst in Midden-Europa.

## Overgang naar het mesolithicum

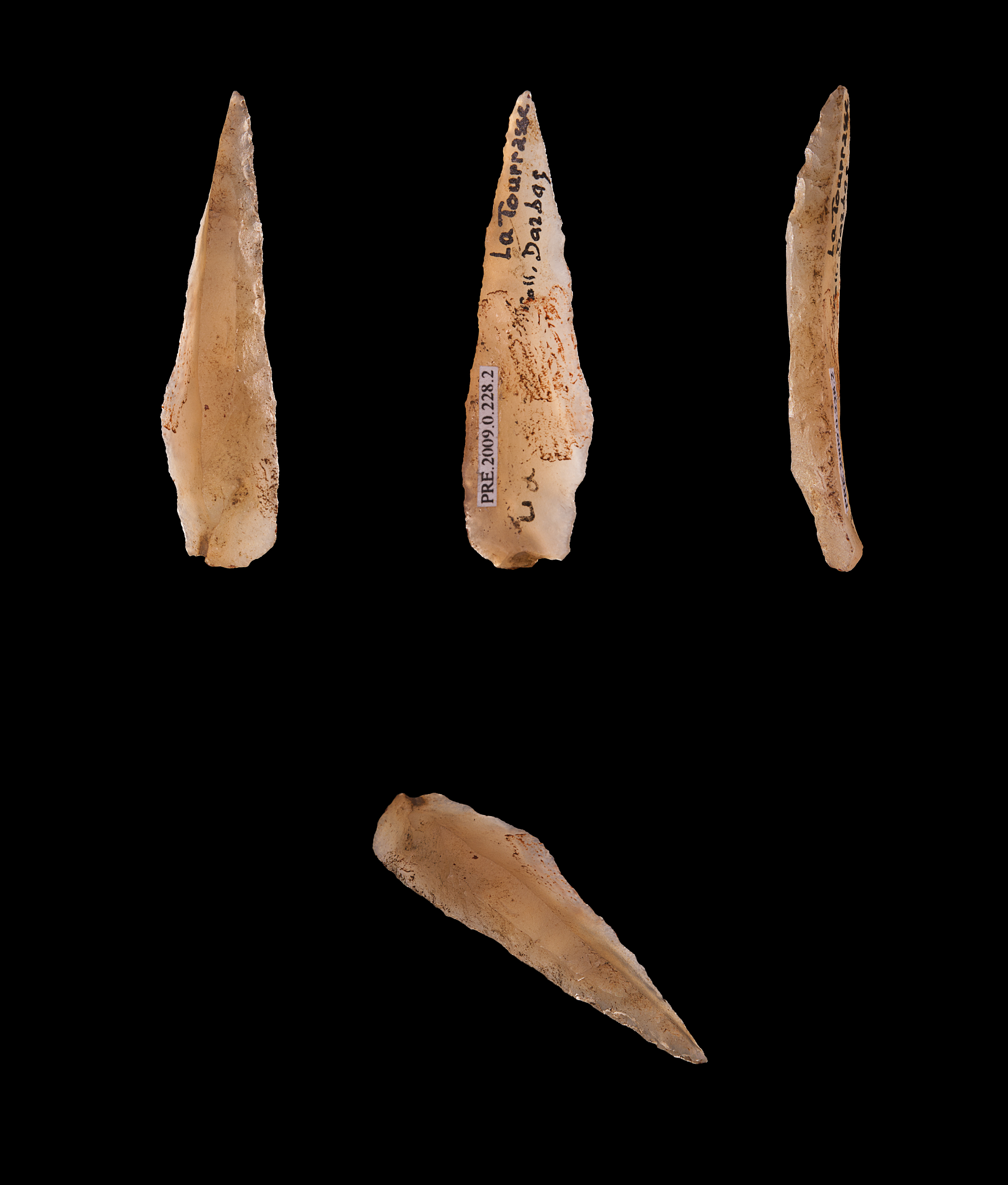
Azilien-punten, microlieten uit mesolithisch Noord-Spanje en Zuid-Frankrijk

Rond 10.500 v.Chr. eindigde het Würm Glaciaal. Gedurende de volgende millennia stegen de temperaturen en de zeespiegel, waardoor de leefomgeving van de prehistorische mensen veranderde. Niettemin bleef het Magdalenien bestaan tot circa 8000 v.Chr., waarna het snel evolueerde naar twee microlithische culturen: het Azilien in Noord-Spanje en Zuid-Frankrijk, en het Sauveterrien in Noord-Frankrijk en Midden-Europa. Hoewel er verschillen zijn, hebben beide culturen kenmerken gemeen: de creatie van zeer kleine stenen werktuigen, microlieten genaamd, en de schaarste aan figuratieve kunst, die bijna volledig leek te zijn verdwenen en vervangen door abstracte decoratie van werktuigen en, in het Azilien, kiezelstenen.
In de late fase van deze mesolitische periode evolueerde het Sauveterrien naar het Tardenoisien, beïnvloedde sterk haar zuiderbuur, en verving deze in het mediterrane Spanje en Portugal.
Het einde van de laatste ijstijd ging gepaard met een migratie vanuit het Epigravettien-gebied in Zuidoost-Europa, welke als Westelijke jagers-verzamelaars de voorafgaande bevolking in West-Europa grotendeels zou vervangen. Het terugtrekken van de gletsjers maakte voor het eerst menselijke kolonisatie in Noord-Europa mogelijk. De Maglemosecultuur, afgeleid van het Sauveterre-Tardenoisien maar met een sterk eigen karakter, koloniseerde Denemarken en de nabijgelegen regio's, inclusief delen van Groot-Brittannië.  